# Свети Лудвиг (Пловдив)
„Свети Лудвиг“ е римокатолически църковен храм в гр. Пловдив, България. Патрон на катедралата е Свети Луи (Лудвиг) IX, крал на Франция (1226 – 1270). Храмов празник – 25 август.

## Местоположение
Храмът се намира в град Пловдив и е един от основните католически храмове в България. Той е конкатедрала (съкатедрала) на Софийско-Пловдивската епархия заедно с катедралата „Свети Йосиф“ в София.

## История и архитектура
През 1623 г. отец Антон Батор от Никопол, следвал в Климентинската колегия в Рим, е бил капелан за дубровнишки търговци в Пловдив. На него му е било възложено също и да обхожда околните павликянски села и да ги покръства. Католическата енория в Пловдив датира от 1768 г., но в града не е имало храм и мисионерите трябвало да служат Светата литургия по къщите, понякога тайно.

### XIX век
В „План на град Пловдив и околността“ от 1827 г., съставен от френския офицер от запаса А. Йегершмид, са отбелязани католически манастир и църква на мястото, където е построена сегашната католическа катедрала. За сега липсват други сведения за този храм.
През 1836 г. отец Иван Птачек от мисионерите редемптористи, в качеството си на Апостолически викарий на Софийско-пловдивския викариат, успява да издейства султански ферман за построяване на малка католическа църква в Пловдив и също да намери необходимите средства за строежа. За това отец Птачек прибягнал до помощта на австрийския посланик в Цариград. Но това не се харесало на миряните, храмът им да бъде изградена под Австрийско покровителство, както гласял ферманът. След дълги разисквания се решило, да не се ползуват от правото, дадено им в този ферман, а да се работи за издействуване на друг, където пловдивските католици да бъдат упоменати като “царска рая”. Вторият ферман бил получен и основите на църквата били положени през 1836 г. в присъствието на турски чиновник. През 1839 г. новата църква е завършена., но тя изгаря до основи през 1856 г.
През 1840 г. Рим отзовава мисионерите редемптористи от Пловдивско и на тяхно място изпраща капуцините. Те са характерни с харизмата на техния покровител свети Франциск да възстановяват и строят църкви, училища, семинарии, болници, сиропиталища и приюти. През 1843 г. италианецът Андреа Канова е назначен за апостолически наместник на епархията и възползвайки се от покровителството на европейските консули в Пловдив, успява да построи храмове във всички католически енории в Пловдивско.
Строежът на сегашния храм започва през 1858 г. от брациговския майстор Иван Боянин (1818 – 1877) и е завършен през 1861 г. Проектът е на италианския архитект Алфонсо. Първоначалното оформление на сградата е съчетавало стила на Римските ренесансови базилики и традициите на българската възрожденска архитектура. Осветен е от епископ Канова на 25 март 1861 г. Същата година е монтиран първият в България орган, който по-късно е заменен с по-голям. Отец Доменико Мартилети, известен в града като „Бѣлиятъ Доминъ“, е първият хоров и оркестров диригент в църквата.
Камбанарията и е изградена през 1898 г. по проект на архитект Мариано Пернигони с архитектура във флорентински стил. Тя е оборудвана с 5 камбани, изработени в германския град Бохум. Камбаните са подарък от папа Лъв XIII. Камбанарията е известна с името Кула Леонтиана.
В храма са погребани епископите Андреа Канова, Франческо Рейнауди, Роберто Менини и Викенти Пеев.

### XX век
През 1918 г. католиците в Пловдив наброяват около 4 хиляди, а енорист е мирският свещеник отец Никола Селимов с осем помощници. През 1920 г. в района на католическото гробище в Пловдив е издигнат храм-паметник на падналите католици от града във войните за национално обединение.
Чирпанското земетресение (1928) силно поврежда църковната сграда. На 15 юли 1931 г. голям пожар от късо съединение в електрическата мрежа унищожава органа, главния олтар и дърворезбения таван на средния кораб. След пожара цялата църква е преустроена и украсена с живопис от художника Кръстьо Стаматов. Сградата е възстановена в днешния си вид от архитект Камен Петков, който я проектира в ансамбъл с митрополията, енорийската канцелария и първоначалното училище „Свети Андрей“.
На 8 май 1932 година катедралата „Свети Лудвиг“ е отново осветена от архиепископ Анджело Джузепе Ронкали. Архитектурният стил на катедралата е барок. Фасадата е подчертано представителна, изградена е с класицистични и барокови елементи – с множество статуи, полуколони и декоративни орнаменти. По това време в енорията функционират следните дружества: 
- Женско благотворително дружество „Света Богородица“ от 1886 г. до 1950 г.[12]
- Младежкото девическо дружество „Марийни девойки“ функционира към енорията от 1899 г. до 1946 г.[13]
- Българско католическо дружество „Петър Парчевич“ от 1921 г. до 1946 г.
- Певчески хор до 1945 г.

По време на така наречените Католически процеси през 1952 г. енористът в катедралата отец Никола Иванов Барбов, роден през 1914 г. в Пловдив, e осъден по фалшиви обвинени на 15 години затвор.
Епизодът „12-те апостоли“ на втория филм „На всеки километър“, сниман през 1969 г., включва сцени с интериора на църквата (12'54" – 16'20"). Президентът на Франция Франсоа Митеран по време на историческото си посещение в България през януари 1989 г. включва в програмата си посещение на храма.
През 1993 г. пред входа на храма е поставена първата скулптура на Иисус в България, наречена „Възнесение“, тя е изработена от бронз и е дело на скулптора Кирил Найденов. Той също е автор на пластичната композиция от купол и кръст, монтирани над камбанарията на храма. През 1995 г. храмът е обявен за архитектурно-художествен паметник на културата.

### XXI век
Последното цялостно обновление на католическата църква и епископския комплекс при нея завършва през 2001 г. През 2002 г. в храма папа Йоан Павел II се среща с младите католици от цяла България.

## Енористи
- отец Тимотей Строна (1861-1876)
- отец Самуил Нутини (1876-1885)
- отец Верекунд от Бра (1886-1896)
- отец Йосиф Ружин (1896-1899)
- отец Иван Спасов (1899-1914)
- отец Ангел Батов (1914-1917)
- отец Климент Джундрин (1917-1918)
- отец Никола Селимов (1918-1932)
- отец Франц Пачов (1932-1945)
- отец Петър Аров (1945-1946)
- отец Никола Барбов (1948-1952)
- отец Атанас Селимов (1952-1970)
- отец Васко Сейреков (1970-1975), избран по-късно за епископ
- отец Петър Изамски (1976-1988)

## Епископски ръкополагания
В катедралата са ръкоположени следните епископи:
- епископ Симеон Коков, ръкоположен на 20 април 1958 г. за батненски епископ от екзарх Кирил Куртев
- епископ Богдан Добранов, ръкоположен на 8 ноември 1959 г. за гюфски епископ от екзарх Кирил Куртев
- епископ Васко Сейреков, ръкоположен на 26 октомври 1975 г. за никополски епископ от архиепископ Марио Брини, в съслужие с епископ Богдан Добранов
- епископ Георги Йовчев, ръкоположен на 31 юли 1988 г. за ламфуйски епископ от архиепископ Франческо Коласуоно, в съслужие с епископ Самуил Джундрин и екзарх Методий Стратиев

## Саркофаг на Княгиня Мария Луиза
В дясната част на катедралата се намира надгробието на българската княгиня Мария Луиза – първа съпруга на Фердинанд, майка на Борис III и баба на Симеон II Сакскобургготски. Княгиня Мария Луиза била дълбоко свързана с Пловдив и често отсядала в града с благотворителни мисии. Княгинята, италианка по произход, била изключително вярваща, поддържала силна духовна връзка с Римокатолическата църква (неин кръстник бил самият папа Пий IX) и при посещенията си в града била чест гост на Софийско-Пловдивския епископ. Мария Луиза умира на 30 януари 1899 г. от простуда, малко след раждането на четвъртото си дете – принцеса Надежда.
Нейният саркофаг е дело на италианския скулптор професор Томазо Джентиле (1853 – ?) и под него са изписани последните ѝ думи към Фердинанд: „Умирам, но от небето ще бдя над Вас, над децата ни и над България“.
Саркофагът е бил положен временно в катедралата до изграждане на Мавзолей на княжеското семейство, подобен на построения малко преди това мавзолей на Александър Батенберг. Но поради смъртта на цар Фердинанд (през 1948 г.) след политическите промени, тази идея не е реализирана.

## Орган
През 1861 г. в катедралата е монтиран първият в България орган. Първият органист е oтец Доменико Мартилети, монтирал органа. За този инструмент не се знае почти нищо - няма запазена информация нито за диспозиция, нито за органостроителя. През 1891 г. органът е заменен с по-голям. Композиторът Ангел Букорещлиев свири на органа по време на погребението на принцеса Мария-Луиза. По-късно на коледни и великденски служби на органа свири и живеещия в Пловдив чешки музикант Антон Тайнер.
През 1931 г. органът е повреден при пожар в църквата. Църквата остава без акустичен инструмент през следващите 60 години.
През 1991 г. е монтиран нов тръбен орган с 12 регистъра и 2 мануали. Органът е произведен от Walcker & Co. Германия.

### Диспозиция
| I мануал (C-c4)                                                         | II мануал (C-c4)                                                      | Педал (C-g1)                                                                       |
| - Prinzipalflöte 8 - Prinzipal 4 - Sesquialter 2 fach - Mixtur 2-3 fach | - Gedeckt 8 - Rohrflöte 4 - Prinzipal 2 - Quinte 1 1/3 - Zimbel 2fach | - Subbaß 16 - Gedecktbaß 8 - Choralbaß 4 - Koppeln [Tritte]: II-I, I-Ped., II-Ped. |

## Параклис на „Блажения Павел Джиджов“
В църквата се намира светилището „Блажения Павел Джиджов“.
През 2007 г. епископ Георги Йовчев освещава в катедралата параклис на Блажения Павел Джиджов (1919 – 1952), успенец, мъченик за вярата и покровител на младежта в Софийско-Пловдивската епархия.

## Галерия
- Фасада
- Камбанарията
- Централна фасада
- Интериор
- Гробът на княгиня Мария Луиза

- Главен олтар
- Страничен олтар
- Страничен олтар
- Страничен олтар
- Параклис на „Блажения Павел Джиджов“